# Blaque
Blaque или Blaque Ivory е американско дамско R&B, хип-хоп и поп трио (по-късно дует), създадено през 1996 г. с членове Шамари ДиВоу, Бранди Уилямс и Натина Рийд. Дебютният им албум Blaque издаден през 1999 г. е продаден в повече от 1 милион копия и получава платинен сертификат. Сред най-известните им песни са 808 и Bring It All to Me. През 2002 г. излиза и вторият им албум Blaque Out. Групата се завръща за кратко през 2012 г., но след смъртта на Натина Рийд, плановете им за нови проекти се отменят.